# Людерсдорф
Людерсдорф (нем. Lüdersdorf) — община в Германии, в земле Мекленбург-Передняя Померания.
Входит в состав района Северо-Западный Мекленбург. Подчиняется управлению Шёнбергер Ланд. Население составляет 5094 человека (на 31 декабря 2010 года). Занимает площадь 54,24 км².